# Северомексиканская кампания
Северомексиканская кампания (англ. Northern Mexico Campaign), или Северная кампания (англ. Northern Campaign)  или Северомексиканский театр (англ. Northern Mexican Theater) — военная кампания под руководством американского генерала Закари Тейлора в 1846—1847 годах во время американо-мексиканской войны. После того, как Конгресс США объявил войну Мексике, армия Тейлора начала наступление на город Монтеррей и в сентябре 1846 года взяла его штурмом. Однако мексиканское правительство не пошло на переговоры, и успехи Тейлора не привели к дипломатическому результату, ввиду чего администрация президента Полка решила начать наступление на Мехико через Веракрус, а Тейлору было приказано приостановить кампанию, перейти к обороне и отдать две дивизии для участия в наступлении на Мехико. Мексиканский генерал Санта-Анна решил воспользоваться ослаблением Тейлора и атаковал его армию, что привело к сражению при Буэна-Висте. Тейлор выиграл сражение, но его армия перешла к обороне до конца войны.

## Предыстория
В ходе Техасской кампании весной 1846 года армия генерала Тейлора заставила мексиканскую армию отступить в Монтеррей, и Тейлор занял мексиканский город Матаморос. Здесь к его армии начали присоединяться части добровольцев, так что к 3 июня армия Тейлора насчитывала 8000 человек. Позже подошли остальные части, и численность армии выросла до 20 000, но значительная её часть состояла из добровольцев, записанных на 3 и 6 месяцев службы, и их сроки службы истекали 1 августа. Пока войска стояли в лагерях, их боевой дух угасал из-за бездействия и скуки, дисциплина страдала, а с оружием обращались так небрежно, что лейтенант Мид потом называл пребывание в лагере не менее опасным, чем в гуще боя. Низким был и уровень подготовки офицеров. Конгрессмен Томас Хэмер записался в армию рядовым, но быстро получил все звания до бригадного генерала, не умея командовать даже ротой.

### Подготовка мексиканцев
Ожидая наступления Тейлора, мексиканская сторона начала подготовку к сопротивлению. Ещё в июле президент Паредес отправил в Гвадалахару три регулярные бригады, а 6 августа они были направлены в Монтеррей. Уже в пути армию настигли известия о свержении Паредеса 4 августа, из-за чего многие офицеры и рядовые бросили армию и вернулись в Мехико. 29 августа первая бригада (1400 человек при трёх 8-фунтовых орудиях) прибыла в Монтеррей, 6 сентября пришла вторая, а затем третья. Согласно официальному отчёту к 10 сентября гарнизон Монтеррея насчитывал 7303 человека. Прибытие новых частей подняло боевой дух армии, сильно пошатнувшийся после поражений при Пало-Альто и Ресака-де-ла-Пальме.
Однако необходимость удерживать Монтеррей была предметом дискуссий. Генерал Санта-Анна убеждал военного министра отказаться от этой идеи, а 20 августа генералу Педро де Ампудье было приказано не пытаться оборонять Монтеррей, если только он не уверен полностью, что укрепления города способны выдержать осаду. Уже через три дня генералу Ампудье сообщили, что Монтеррей совершенно точно невозможно оборонять и что его сил явно недостаточно для сопротивления, и ему было приказано отступить в Салтилло. Но Ампудья знал, что Санта-Анна хочет организовать большую армию под своим личным командованием, поэтому оборона Монтеррея была его последним шансом на независимое командование. Изучив укрепления города, он решил, что сможет отразить наступление американцев и даже отбросить их за Рио-Гранде. Генерал Мехия так же выступал за  оборону: он считал унизительным отдать город без боя, и его офицеры на военном совете разделили его точку зрения. Узнав о решении Ампудьи и выслушав его аргументы, военный департамент в итоге разрешил ему оборонять Монтеррей.

## Кампания
Тейлор должен был наступать на Монтеррей, но путь по суше из Матамороса был слишком труден, поэтому было решено создать промежуточную базу в Камарго на Рио-Гранде, куда можно было доставлять припасы пароходами. Погода задержала наступление и только 6 июля 7-й пехотный полк (под командованием Диксона Майлза) был отправлен в Камарго. Он прибыл на место 14 июля, и Майлз официально принял командование в городе. Затем начали прибывать остальные регулярные полки, а 30 июля был отдан приказ на выдвижение добровольцев. Сам Тейлор прибыл в Камарго 8 августа. Не ожидая серьёзного сопротивления севернее Монтеррея, он хотел начать наступление как можно раньше, не позднее 1 сентября, силами всего 6000 человек, лишь половина из которых была солдатами регулярной армии. 10 августа кавалерия майора Маккаллоха разведала путь в направлении на Монтеррей, встретив лишь незначительные отряды мексиканской армии.
Армия Тейлора была не до конца готова к наступлению и остро нуждалась в транспортных средствах, но командующего торопили из Вашингтона. Сенатор Криттенден просил его начинать наступление, не дожидаясь подкреплений и транспорта: «Публика в нетерпении; ноги в руки и — ко дворцам Монтесумы!».
20 августа Тейлор издал приказ о сведении всех полков добровольцев в бригады и дивизии. В результате добровольческая часть армии приняла следующий вид:
- Первая дивизия генерал-майора Уильяма Батлера?!
  - 1-я бригада бр-генерала Томаса Маршалла (полки из Кентукки)
  - 2-я бригада бр-генерала Томаса Хэймера (полки из Огайо)
  - 3-я бригада Джо Лэйна (полки из Индианы)
- Вторая дивизия генерал-майора Роберта Паттерсона
  - 1-я бригада бр-генерала Джеймса Шилдса (полки из Миссури и Иллинойсса)
  - 2-я бригада бр-генерала Гидеона Пиллоу (полки из Теннесси)
  - 3-я бригада бр-генерала Джона Китмана

Тейлор мог наступать на Монтеррей через Кадерейту, где было достаточно пастбищ для фуража, но всё же он выбрал путь через Миер и Серральво. Этот путь был короче — как считалось, 140 миль длиной (в реальности всего 125), и здесь было больше питьевой воды. На этом пути была всего одна сложная переправа. 19 августа регулярная дивизия Уорта перешла реку и направилась в Серральво, за ней последовали бригада Персифора Смита, регулярная дивизия Твиггса и добровольческая дивизия Батлера. 5 сентября вслед за армией отправился штаб. Армия столкнулась с проблемой марша по дневной жаре, и в итоге движение стали начинать в 3 часа утра. В полдень 25 августа армия прибыла в Серральво. Тейлор утверждал, что в этом городе столько родников, что можно обеспечить питьевой водой Нью-Йорк. В городке и окрестностях имелись в избытке овцы, козы, арбузы, орехи, хорошие пастбища и много леса для костров. К утру 15 сентября вся армия была сконцентрирована с Серральво.
12 сентября инженерные части под охраной кавалерии капитана Маккаллоха и эскадрона драгун выступили из  Серральво, чтобы подготовить дорогу для наступления артиллерии и обозов. В последующие три дня войскам были выданы по 40 выстрелов на ствол и провизии на 8 дней, и три дивизии выступили на Монтеррей, оставив больных в Серральво под охраной миссисипских рот. Не встречая серьёзного сопротивления, к 17 сентября американцы миновали Папагаллос и подошли к Марину. Тейлор изначально предполагал идти на Салтильо, но в Марине понял, что сначала необходимо взять Монтеррей. Утром 19 сентября передовые части его армии подошли к Монтеррею. На тот момент в распоряжении Тейлора было 3080 солдат регулярных частей и 3150 добровольцев, из них 1350 были верховыми. Генерал располагал четырьмя артиллерийскими батареями и двумя 24-фунтовыми гаубицами, но из осадных орудий имелась всего одна 10-дюймовая мортира. Перед Тейлором теперь находился каменный город с сильными укреплениями, гарнизон которого численно превосходил его армию.

### Сражение при Монтеррее
Так как город Монтеррей был прикрыт с севера Цитаделью, фортом Танерия и другими укреплениями, то было решено атаковать его с запада, где находились более слабые укрепления Ла-Либертад и Индепенденс-Хилл. Утром 20 сентября марш в обход города начал отряд генерала Уорта численностью около 2000 человек. Мексиканская кавалерия несколько раз атаковала колонну Уорта, один раз едва не захватив его со всем штабом, но артиллерия отбила все атаки. К 18:00 Уорт прошёл 7 миль и там остановился, проведя ночь в поле без костров под штормовым ветром с дождём. В 06:00 колонна продолжила марш и почти вышла к дороге Монтеррей-Салтильо, и тут была атакована двумя сотнями кавалеристов подполковника Нахера. В ходе ожесточённого боя отряд Нахера был отброшен, а пехота так и не пришла ему на помощь. Мексиканцы потеряли около 100 человек, американцы около 12. В 8:45 Уорт вышел на салтильскую дорогу, основную линию снабжения мексиканской армии в Монтеррее.
В полдень Уорт решил атаковать Федеративный хребет, его отряд перешёл реку и штурмом взял редут на хребте, затем форт Солдадо и ещё одно укрепление. Той же ночью три роты 8-го пехотного полка, усиленные артиллерийскими спешенными ротами и техасцами под руководством лейтенанта Мида атаковали Индепенденс-Хилл и взяли передовой редут. Оставалось взять епископский дворец, который обороняли 200 или 300 человек. Уорт перебросил на усиление атакующих 5-й пехотный полк и 12-фунтовую гаубицу. Появление гаубицы вынудило мексиканский гарнизон пойти в контратаку, но она была отбита и американцы ворвались в дворец. К 04:00 здание дворца было взято.
Между тем еще 21 сентября Тейлор заметил, что мексиканцы перебрасывают силы к западным укреплениям, и решил отвлечь их внимание. Он выдвинул армию к окраинами города с севера: дивизию Твиггса на левом фланге и дивизию Батлера на правом. Земляные укрепления Монтеррея не показались Тейлору серьёзными (если он вообще их заметил), и поэтому он не задействовал против них свою мортиру, а решил взять город штыковой атакой. По его приказу Гарланд (при помощи майора Мансфилда) повёл дивизию Твиггса на штурм. Пройдя лабиринт улиц на северных окраинах, американцы вышли к основной линии мексиканских укреплений и тут остановились. Им на помощь была переброшена батарея Брэкстона Брэгга, но и она не спасла положение, и Гарланд приказал отступить. Из-за недоразумения три роты 4-го пехотного пошли в атаку на форт Танерия и были отбиты с тяжёлыми потерями. В этой атаке участвовал лейтенант Улисс Грант.
Тогда на форт Танерия пошла в атаку бригада Китмана: 1-й Миссисипский полк Дэвиса и 1-й Тэннессийский полк Кэмпбелла. Защитники форта были на грани истощения, их боеприпасы подходили к концу, их командир бежал, поэтому под атакой они запаниковали и бросили форт. Одновременно основные укрепления были атакованы снова — на этот раз 1-м Огайским полком, который повёл лично генерал Хэймер. В этой атаке приняли личное участие генерал Тейлор, генерал Батлер, а так же Джозеф Хукер и Альберт Джонстон. Эта атака снова была неудачной. Когда полки Китмана взяли Танерию, атака была повторена ещё раз, и снова безуспешно. В 17:00 Тейлор отвёл армию назад, оставив лишь гарнизон в форте Танерия.
Ночью генерал Ампудья оставил укрепления города и сконцентрировал свои войска вокруг центральной площади Монтеррея. С утра Тейлор снова начал наступления, занял брошенные укрепления и начал продвигаться к центру города, но к концу дня у американцев начали заканчиваться боеприпасы и их снова отвели назад. 23 сентября Уорт, который так и не получил от Тейлора никаких указаний, начал наступление от епископского дворца к центру и к ночи пробился почти к городскому рынку. К этому времени Ампудья потерял, согласно его отчёту, 29 офицеров и 338 рядовых, у него были достаточные запасы продовольствия и боеприпасов, а его позиция у центральной площади была сильна. Но солдаты были разочарованы пассивностью Ампудьи, и многие офицеры предлагали капитуляцию. Утром 24 сентября Ампудья предложил Тейлору сдать город, если ему будет позволено отступить, сохраняя оружие. Тейлор в ответ потребовал безоговорочной капитуляции. Специальная комиссия начала переговоры, и в итоге было подписано соглашение о капитуляции. Согласно условиям соглашения, Цитадель сдавалась незамедлительно, а армии давалась неделя на то, чтобы покинуть город с оружием и шестью полевыми орудиями и отступить за линию Ринконада-Пасс — Линарес — Сан-Фернандо-де-Пресас. Американцы обещали не пересекать эту линию в течение восьми недель.
Администрация Полка решила, что Тейлор превысил свои полномочия, пойдя на такие соглашения, но командующий и его сторонники утверждали, что у него не оставалось выбора. Его армия сократилась до 5000 человек, а добровольческая часть была так деморализована войной, что, по мнению Мида, на неё уже нельзя было полагаться. Сенатор Криттенден утверждал, что в положении Тейлора слишком рискованно было штурмовать центр Монтеррея, отступление в случае неудачи могло привести к гибели армии, поэтому в данной ситуации решение Тейлора о переговорах было разумным.

### Наступление на Салтильо
После взятия Монтеррея Тейлор столкнулся с некоторыми трудностями: его армия сократилась из-за болезней и дезертирства, а также из-за того, что техасские ополченцы вернулись домой. Пополнить армию в ближайшее время было некем, и 15 октября в распоряжении Тейлора было всего 12 000 человек. Одновременно осложнились отношения генерала с президентской администрацией. Многие офицеры были недовольны Тейлором и предлагали заменить его на кого-то из бригадных генералов его армии. Уинфилд Скотт в этом вопросе вступился за командующего и смог предотвратить его отставку. В то же время правительство желало надавить на мексиканцев, чтобы принудить их к миру, и для этой цели 22 сентября предлагало отправить отряд Паттерсона, чтобы оккупировать некоторые некоторые населённые пункты северной Мексики. Это мешало планам Тейлора, и он сделал всё, чтобы сорвать эту экспедицию. Администрация также была недовольна перемирием, которое заключил Тейлор, и 13 октября генералу было приказано его прекратить и продолжать войну решительнее, чтобы приблизить заключение мира. 5 ноября Тейлор уведомил Санта-Анну, что перемирие не подтверждено администрацией и боевые действия можно возобновить с 15 ноября.
Прекращение перемирия дало возможность Тейлору оккупировать городок Салтильо, столицу штата Коауила. Это был стратегически важный населённый пункт с 18 000 жителей, имеющий большие запасы продовольствия, расположенный в проходе гор Сьерра-Мадре и совершенно не защищённый: после падения Монтеррея вся мексиканская армия ушла в Сан-Луис-де-Потоси. 8 ноября генерал Уорт получил приказ выступить 12 ноября на Салтильо с отрядом в 1000 человек (5-й и 8-й пехотные полки, батарея Дункана и ещё несколько пехотных рот). Тейлор решил сопровождать отряд, взяв с собой два эскадрона 2-го драгунского полка под командованием подполковника Мэя. Отряд Уорта начал марш по левому берегу реки Санта-Катарина, мимо одноимённого посёлка, потом через ущелье Ринконада и до фермы Лос-Муэртос, где мексиканцы некогда начали строить укрепления, но затем забросили их. Между тем 15 ноября в Салтильо был избран новый губернатор штата, который 16 ноября выразил Тейлору формальный протест. Тот ничего не ответил, и в тот же день его армия вошла в Салтильо. Исследовав прилегающую местность, Тейлор 21 ноября вернулся в Монтеррей, оставив Уорта распоряжаться в Салтильо.

### Поход генерала Вула
Одним из подразделений, которые должны были вторгаться на территорию Мексики, была Центральная дивизия генерала Джона Вула, стоящая в Сан-Антонио. Она состояла из двух драгунских регулярных эскадронов, артиллерийской регулярной батареи Джона Вашингтона, трёх рот 6-го пехотного полка и двух иллинойсских полков Хардина и Бисселла и в целом насчитывала 3400 человек. При штабе Вула имелся отряд военных инженеров, среди которых присутствовали Роберт Ли и Уильям Франклин. Адъютантом при Вуле служил лейтенант Ирвин Макдауэлл. 28 сентября отряд численностью 1954 человек выступил из Сан-Антонио. По плану кампании Вул должен был находиться в подчинении генералу Тейлору и наступать параллельным курсом на Чиуауа. План наступления был составлен наспех после объявления войны и слабо проработан. Неизвестен был характер местности; не было ясно, сможет ли Вул дойти до Чиуауа и есть ли в этом практический смысл, а также сможет ли он наступать на юг после взятия Чиуауа. Вашингтон ждал от Вула плана наступления, а тот ждал от Вашингтона конкретных приказов.
Пройдя 164 мили (182 по версии Уилкокса) за 11 дней, отряд вышел к реке Рио-Гранде, которая в этом месте имела ширину 270 метров при сильном течении. Инженеры начали строить мост, а Вул в это время составил прокламацию к мексиканским гражданам, где обещал гуманно обращаться с мирным населением и не нарушать их прав. 12 октября мост был достроен и обеспечен предмостовыми укреплениями, и отряд перешёл на правый берег реки. Здесь к Вулу явился мексиканский парламентёр, который сообщил о сражении при Монтеррее, об отступлении мексиканской армии и о том, что 24 сентября было подписано перемирие на 6 недель. Вул, однако решил, что его марш не противоречит условиям перемирия, и уведомил парламентеров, что намерен продолжать. Разведка показала, что прямого пути на Чиуауа нет, а единственная дорога ведёт на юг, на Монклову. Отправившись в эту сторону отряд прибыл в Сан-Хуан-де-Баутиста, оттуда в Сан-Хуан-де-Нава, а 24 октября пришёл в Санта-Розу. 3 ноября отряд прибыл в Монклову. Вул полагал, что Монклова — это последний пункт, куда он может наступать, не нарушая перемирия, поэтому остановился в городе, ожидая конца сроков этого перемирия.
В Монклове Вул осознал, что путь на Чиуауа слишком длинный, а сам город не имеет большой ценности, потому он решил отменить этот поход и присоединиться к армии Тейлора. Он также запросил у Тейлора разрешения прервать коммуникации с Сан-Антонио и установить новые с Камарго. 19 ноября истекал срок Монтеррейского перемирия, поэтому уже накануне Вул выслал передовой отряд, а ночью получил от Тейлора разрешение прервать коммуникации и наступать на Паррас, откуда он мог бы идти на Монтеррей, на Салтильо или на Чиуауа. 25 ноября Вул оставил в Монклове 250 человек для охраны складов, а с остальными силами выступил на Паррас, куда прибыл 5 декабря. К этому моменту отряд прошёл уже 587 километров по враждебной территории, не встретив сопротивления.
Вул простоял в Паррасе две недели, а 17 декабря пришло тревожное сообщение от генерала Уорта: он сообщал, что мексиканская армия наступает на Монтеррей и Салтильо и Вул должен срочно идти на соединение с дивизией Уорта. Если мексиканцы первые займут перекрёсток в Энкантада, то Вул будет отрезан от Уорта, поэтому двигаться надо как можно быстрее. Вул двинулся ускоренным маршем, пройдя за 4 дня 160 километров, почти не делая остановок. 21 декабря отряд пришёл в Агуа-Нуэва, который находился в 27 километрах от Салтилло. Здесь выяснилось, что сообщение о мексиканском наступлении было ложным. Отряд Вула присоединился к дивизии Уорта.

### Поход на Чиуауа
18 августа 1846 года отряд генерала Филипа Карни занял мексиканский город Санта-Фе, после чего Карни решил, что в его распоряжении имеются лишние силы. Поэтому 22 августа он написал Вулу, что отправится в Калифорнию, а отряд полковника Александра Донифана отправит в распоряжение Вула в Чиуауа. Донифану пришлось отвлечься на усмирение индейцев, и только 12 декабря он собрал в Вальверде отряд в 856 человек для марша на юг через неразведанную местность. Донифан попросил присоединиться к нему 6 орудий батареи Кларка, но не стал ждать прибытия батареи, а выступил тремя отрядами 14, 16 и 18 декабря. Отряд прошёл около 90 миль через холодную безводную пустыню до селения Дона-Ана, откуда 23 декабря начал марш к Эль-Пасо.
В Эль-Пасо находилось около 400 мексиканских военных, которые крайне неохотно согласились воевать в этой местности. Командир полка и его заместитель сложили с себя командование под предлогом болезни, в итоге подполковник Понсе де Леон собрал около 500 человек при двух орудиях и повёл их навстречу Донифану. 25 декабря Донифан вышел к местечку Эль-Бразито, где встретил отряд Понсе де Леона. Завязалась перестрелка, но уже через 30 минут мексиканская пехота не выдержала и обратилась в бегство. Донифан потерял 7 человек легко ранеными, мексиканцы потеряли гаубицу и примерно 100 человек убитыми и ранеными. Эта перестрелка вошла в историю как сражение при Эль-Бразито.
Через 2 дня Донифан занял Эль-Пасо, граждане которого уверили его, что сражались с ним при Эль-Бразито только по принуждению. Здесь Донифан узнал, что Вул не пошёл в Чиуауа, что Чиуауа готовится к обороне и что в тылу начались беспорядки. Ему необходима была артиллерия для продолжения марша, поэтому до 5 февраля он ждал прибытия батареи Кларка. 8 февраля Донифан выступил на Чиауа с отрядом в 924 человек и тремя сотнями торговцев и погонщиков, которые были сведены в подразделение под командованием майора Оуэнса. Ядром отряда Донифана был 1-й Миссурийский пехотный полк. У Донифана было четыре 6-фунтовых орудия и две 12-фунтовых гаубицы. 27 февраля отряд пришёл в асьенду Эль-Сауз, где узнал, что мексиканцы возвели укрепления на реке Сакраменто в 15 милях оттуда.
Несмотря на бедственное положение региона, властям Чиуауа удалось собрать около 4000 человек. Их разместили на высотах между рекой Сакраменто и низиной Аройо-Секо, перекрывая дорогу на Чиуауа. Отряд Донифана начал марш на рассвете 28 февраля и около 13:30 вышел к мексиканским позициям. Началось сражение на реке Сакраменто: изучив позицию противника, Донифан решил обойти её левый фланг, колонна свернула вправо, перешла низину Аройо-Секо и поднялась на плато к западу от мексиканских позиций. Здесь около 15:00 мексиканская кавалерия Понсе де Леона пыталась её атаковать, но была отбита огнём артиллерии Кларка. Отряд Донифана пошёл в наступление и захватил два южных форта. Мексиканцы бросили в контратаку кавалерию, но атака снова была отбита. К 17:00 мексиканцы отошли с позиции к высоте Сакраменто-Хилл за рекой, но к ночи были выбиты и оттуда. В отряде Донифана был убит только майор Оуэнс и ранено 8 или 5 человек. Мексиканцы потеряли примерно 300 человек убитыми и 300 ранеными. 40 человек попало в плен.
29 февраля город Чиуауа был занят без сопротивления. Донифан не мог долго оставаться в городе, поэтому он начал переговоры с местными властями, добиваясь обещания их нейтралитета в ходе войны. Но мексиканские власти не обещали нейтралитета, и переговоры сорвались. 23 апреля прибыли вести от генерала Вула, который стоял в Салтильо, и Донифан решил покинуть Чиуауа. 21 мая, преодолев незначительное сопротивление индейцев, он присоединился к Вулу. У его отряда истекали сроки службы, поэтому он был отправлен в Новый Орлеан и оттуда — в Миссури.

### Решение о приостановке кампании
В ходе Северомексиканской кампании американской армии удалось взять под контроль значительные территории, но расчёт американского правительства на короткую войну не оправдался. Несмотря на поражения, Мексика не шла на переговоры, президент Санта-Анна и мексиканская пресса были настроены на продолжение войны. США столкнулись с перспективой ведения войны неопределенной длительности и напряжённости. В самих США постепенно росло недовольство. Британский посол Ричард Пакенхэм доносил в Лондон, что разочарование ходом войны заметно растёт с каждым днём. Становилось понятно, что предстоят большие расходы и человеческие жертвы, и многие сомневались, что у страны хватит экономических и человеческих ресурсов для такой войны. В этой ситуации Закари Тейлор предлагал просто удерживать занятую территорию, не заключая мира, тем более, что в Мексике, по его мнению, не было стабильного правительства, с которым можно было бы вести переговоры. Это мнение разделяли Джон Кэлхун и госсекретарь Джеймс Бьюкенен. Сам президент Полк тоже склонялся к такой стратегии.
Вместе с тем такая стратегия была выгодна Мексике и невыгодна США. Американской армии пришлось бы ценой больших расходов удерживать длинную линию фронта, а мексиканская армия могла бы наносить концентрированные удары. Контрибуции были бы невозможны, отдельные мелкие поражения сказывались бы на общественном мнении, а европейские государства могли бы монополизировать торговлю с Мексикой, и, кроме того, США превратились бы в оккупанта, который удерживает территорию без формальных прав на неё. Президент Полк понимал отрицательные стороны этой стратегии, но и решительное наступление на Мексику с целью принуждения её к миру казалось ему слишком опасным.
И в правительстве, и в прессе осознавали необходимость решительного наступления, но было очевидно, что наступление с севера, с реки Рио-Гранде на Мехико, через 800 миль степей и пустынь не представляется возможным. На достаточно раннем этапе возникла идея десанта у Веракруса. Ещё 4 июля 1846 года сенатор Бентон предложил высадиться за пределами дальности форта Улуа, взять город штурмом с суши и наступать оттуда на Мехико. Некоторые предлагали вместо Веракруса захватить Тампико. К концу августа президент Полк всё же решил атаковать именно Веракрус. Две недели администрация президента разрабатывала планы, и в итоге 22 октября генералу Тейлору было приказано приостановить операции в северной Мексике.
Операция по взятию Веракруса была поручена Уинфилду Скотту, который был готов начать осаду Веракруса силами 8 или даже 5 тысяч человек. Часть войск предполагалось забрать у Тейлора, поэтому 25 ноября Скотт написал ему письмо, чтобы объяснить ситуацию и избежать возможного конфликта: «я должен взять большую часть ваших войск, — писал Скотт, — ваши победы, впрочем, поставили вас в такое положение, что вы можете некоторое время действовать оборонительно, и ещё до весны, я полагаю, вы сможете возобновить боевые действия». Он обещал встретиться с Тейлором для переговоров в Камарго, 30 ноября отплыл из Нью-Йорка в Новый Орлеан, оттуда отбыл на остров Бразос, куда прибыл 27 декабря. Тейлор тем временем получил его письмо, но не стал на него сразу отвечать и не отправился в Камарго, а выступил маршем на Викторию, чтобы оказаться как можно дальше от Скотта. 29 декабря Скотт отправился в Камарго, но не застал там Тейлора и поэтому 3 января 1847 года поручил генералу Батлеру собрать необходимые войска в устье реки Рио-Гранде. Несмотря на все тактичные письма Скотта, Тейлор был взбешен его решениями. Он решил, что Скотт интригами добился должности главнокомандующего, пообещав Полку лишить Тейлора шанса на победу в президентских выборах. Он говорил, что его предали, бросили погибать в Мексике, и винил во всем Скотта и президента. Скотт между тем вернулся на остров Бразос и стал готовиться к экспедиции. Вскоре генерал Уорт привёл первые регулярные части, а 11 февраля из Нового Орлеана прибыли транспорты. 19 февраля Скотт прибыл в Тампико, куда пришли части Паттерсона и Китмана.
Между тем генерал Антонио Лопес де Санта-Анна ещё летом 1846 года вернулся из изгнания в Мексику, принял командование армией и отправился в северную Мексику. Уже покинув Мехико, он узнал о падении Монтеррея. 14 октября он прибыл в Сан-Луис-де-Потоси, отстранил от командования генерала Ампудью и начал набирать армию. В середине января 1846 года в его руки попало письмо Скотта генералу Тейлору от 3 января, из которого Санта-Анна узнал, что основная часть армии Тейлора уходит к Веракрусу и остаётся лишь небольшой отряд волонтёров. Тейлор оказался далеко от резервов, среди враждебного населения, с армией, разбросанной по отдельным позициям, и Санта-Анна решил, что ему выпал удачный шанс, ради которого стоит рискнуть опасным маршем через пустыню.
28 января мексиканская армия, численностью около 20 000 человек, начала наступление: первыми начали марш обозы, затем 29 января выступила 1-я дивизия, затем 30 января 2-я дивизия, и 31 января начала марш 3-я дивизия. 2 февраля Сан-Луис покинул штаб армии. Ещё 24 декабря мексиканский Конгресс объявил его временным президентом Мексики, и оппозиция стала обвинять его в медлительности и бездействии, поэтому Санта-Анна начал марш ещё до полной готовности армии.

### Наступление мексиканцев
2 февраля Тейлор переместил свой штаб из Монтеррея в Салтильо, а 5 февраля перенёс его ещё южнее, в Агуа-Нуэва. Скотт советовал ему оставить Салтильо, но Тейлор полагал, что выгоднее принять бой с мексиканцами именно здесь. В случае победы противнику пришлось бы отступать 300 миль через пустыню. Если же принять бой у города Монтеррей, то мексиканцы смогут отступить в Салтильо и оттуда продолжать угрожать американским позициям.
Между тем 17 февраля подошла передовая дивизия мексиканской армии (генерала Пачеко)и заняла Энкарнасьон. 18 февраля пришла дивизия Ламбардини, 19 февраля — дивизия Ортега. 20 и 21 пришли кавалерийские бригады Торрехона и Хувера. Марш от Сен-Луиса до Энкарнасьон сильно ослабил мексиканскую армию. Время от времени шёл дождь, несколько дней подряд дул такой холодный ветер, что многие солдаты умерли от переохлаждения. В армии росло дезертирство и в целом за время марша Санта-Анна потерял 4000 человек. На смотре в Энкарнасьон выявилось, что из 18 000 человек, фактически выступивших из Сан-Луиса, до Энкарнасьона дошли только 14 000. Американское командование уже узнало о концентрации мексиканской армии и с целью сбора дополнительной информации выслало группу разведчиков. Во время одного такого рейда в плен попал лейтенант Самуэль Стёрджис.
Генерал Тейлор обнаружил, что его позиции у Агуа-Нуэва легко можно обойти с флангов, поэтому в полдень 21 февраля он отступил на 11 миль назад, к Буэна-Висте. Тэйлор поручил генералу Вулу командование армией на позиции у Буэна-Висты, а сам с эскортом из эскадрона Мэя и миссисипского полка Дэвиса отправился укреплять Салтильо. Полк арканзасской кавалерии полковника Йелла был оставлен в Агуа-Нуэва для охраны вывозимого имущества, а позже ему в помощь были направлены эскадроны Маршалла и Стина. Отступление Тейлора потом вызвало много вопросов и критики — если позиция была так плоха, то почему армия изначально на ней оказалась? Отступление утомило солдат и понизило их боевой дух. Кроме того, Тейлор оставил хорошо изученную позицию и вынуждал армию принять бой на другой, совершенно ей не знакомой. В Агуа-Нуэва он мог принять бой, вынуждая мексиканцев сражаться на самом краю пустыни, теперь же он утрачивал это преимущество.
21 февраля в 11:00 мексиканская армия покинула Энкарнасьон, рассчитывая застать американцев врасплох у Агуа-Нуэва. Впереди шёл Лёгкий корпус Ампудьи, затем сапёрный батальон, за ним батарея из трёх 16-фунтовых орудий, потом дивизия Пачеко, потом батарея из пяти 12-фунтовых орудий, дивизия Ломбардини, батарея из пяти 8-фунтовых орудий, дивизия Ортега, затем обозы и кавалерия. Санта-Анна находился в авангарде. Прибыв утром 22 февраля в Агуа-Нуэва, мексиканцы нашли там сожжённые повозки и множество уничтоженного продовольствия. Всё говорило о том, что противник поспешно отступает. Известия о появлении мексиканцев в Агуа-Нуэва дошли до генерала Вула в 08:00, и он решил принять бой в ущелье Агостура, сразу отправив туда два орудия батареи Вашингтона. В 09:00 он отправил туда все остальные подразделения своей армии.

### Сражение при Буэна-Висте
Санта-Анна решил не терять времени, поэтому взял с собой отряд кавалерии в 2500 человек и бросился преследовать отступающего противника. Вскоре он обнаружил, что американцы заняли позицию в теснине Ангостура, поперёк дороги на Салтильо. Они заняли её совсем недавно и ещё не подготовились к обороне. Джастин Смит писал, что если бы Санта-Анна сразу бросился в атаку, у него были все шансы достичь быстрой победы. Но позиция показалась ему слишком серьёзной, и после рекогносцировки он решил дождаться пехоты. Чтобы выиграть время, он в 11:00 отправил Тейлору парламентёра с предложением капитуляции. Тейлор отказался.
В 15:00 лёгкая пехота генерала Ампудьи вышла на господствующие высоты за левым флангом американской армии. Последовала небольшая перестрелка, после которой высоты остались за мексиканцами. Стрельба прекратилась после захода солнца. Утром 23 февраля пехота пошла в наступление с фронта, прямо на американские орудия, которые стояли на салтильской дороге. Эта атака была отбита артиллерийским огнём. Одновременно пехотная дивизия Пачеко атаковала левый фланг американцев и обратила в бегство 2-й Индианский полк. Это отступление открыло фланги других полков, и американцы отступили, оставив два орудия. Весь левый фланг армии Тейлора рухнул, и мексиканская кавалерия прорвалась в тыл американцам. Положение было критическое. Генерал Вул сказал Тейлору, что бой проигран.
Мексиканская армия взяла противника в полукольцо, и если бы Санта-Анна начал одновременную атаку, он имел шансы на победу. Но он атаковал на отдельных направлениях, позволяя Тейлору перебрасывать части с места на место. Пехота генерала Ампудьи была остановлена миссисипским полком Джефферсона Дэвиса. Кавалерия Торрехона, прорвавшаяся в тыл, была отброшена частями Йелла и Маршалла. Кавалерийская атака позиции полка Дэвиса так же была отбита. В 16:00 мексиканцы пошли в последнюю атаку: они отбросили три американских полка, которые понесли тяжелые потери, и после их отхода на пути мексиканской армии осталась только одна артиллерийская батарея. В этот критический момент боя на позиции появилась батарея Брэкстона Брэгга и открыла по мексиканцам огонь картечью почти в упор. На помощь Брэггу подошли миссисипцы Дэвиса, и мексиканское наступление было остановлено. В 17:00 мексиканская армия отступала по всему фронту.

### Партизанская война
Отдельные столкновения с иррегулярными мексиканскими частями случались в ходе всей кампании, но только после сражения при Буэна-Висте партизанская война стала более организованной. Ещё до сражения Санта-Анна отправил кавалерийский отряд генерала Урреа для нападения на обозы на дороге Монтеррей-Камарго. Урреа соединился с партизанами генерала Каналеса и уже 22 февраля атаковал обоз из 110 повозок и 300 мулов у местечка Рамос. В ходе короткой перестрелки Урреа захватил почти весь обоз и убил около 50 погонщиков. После этого он атаковал американский гарнизон в местечке Марин, но две роты 2-го Огайского полка (ок. 100 человек под командованием подполковника Ирвина) сдерживали мексиканцев до 25 февраля и продержались до подхода подкреплений. С их приходом Ирвин отправился в Монтеррей, а в Марин пришёл отряд полковника Моргана. Ирвин и Морган в итоге объединились и отбили атаки Урреа, но дорога всё равно оставалась перекрыта мексиканцами.
Осознав масштабы проблемы, Тейлор организовал отряд в 250 человек под командованием майора Гиддингса и отправил его в Камарго с обозом в 150 повозок. Отряд вышел из Монтеррея 5 марта, а 7 марта мексиканцы напали на него у Серральво. Им удалось уничтожить примерно 40 повозок и убить 17 американцев, но остальной обоз смог добраться до Камарго. Затем Тейлор отправил на север 1-й Кентуккийский кавалерийский полк полковника Маршалла, который обнаружил партизан Урреа около Марина. Тогда Тейлор отправил туда же кавалерийскую бригаду, батарею Брэгга и миссисипский полк Дэвиса и лично повёл войска в Марин. Им не удалось разбить Урреа, но и мексиканцы уже не смогли по-прежнему нападать на обозы. Урреа оставил дорогу в покое и ушёл со своей кавалерией в Сен-Луис-де-Потоси. Тейлор решил впредь тщательнее охранять обозы и разместил сильные гарнизоны вдоль всей дороги.
4 апреля Антонио Каналес призвал всех мексиканцев поднять оружие против американцев, обещая обращаться со всеми, кто откажется, как с предателями. Партизанские нападения участились и длились всё лето и осень 1847 года. В начале января партизаны сменили тактику. Нападать на охраняемые обозы стало невыгодно, и они переключились на отдельные группы военных в сельской местности. В итоге генерал Вул, назначенный военным губернатором в Салтильо, предпринял ряд мер для нормализации обстановки. Он вывел американские гарнизоны из населённых пунктов и запретил им грабежи под страхом расформирования всего подразделения. Тейлор же возложил ответственность за нападения на местные мексиканские власти и стал требовать с них компенсаций за наносимый ущерб. Кроме того, была сформирована специальная полиция из мексиканцев, хотя она не повлияла серьёзно на ход партизанской войны.
В том же ноябре Тейлор сложил с себя полномочия командира, вернулся в США, а армию возглавил генерал Вул. Партизанская война к тому времени уже почти прекратилась. Вул в своём рапорте назвал это следствием ответственности местных властей, их финансовой ответственностью за наносимый ущерб и действиями местной полиции.

## Последствия
Война с США привела Мексику к финансовому кризису, и правительство Гомеса Фариаса решило спасти положение, конфискуя церковную собственность. Сторонники закона о конфискации утверждали, что в случае победы американцев в Мексике не останется ни религии, ни церковной собственности. Закон обсуждался в Конгрессе с начала января и был окончательно принят 11 января. Это привело к беспорядкам 11 января и 4 февраля, а 27 февраля взбунтовались четыре батальона в Мехико. Они объявили, что Фариас и Конгресс утратили доверие, и потребовали отмены закона от 11 января. Около девяти дней в Мехико шли перестрелки. Население не поддержало восставших, и ситуация стала тупиковой. Обе стороны конфликта просили Санта-Анну вмешаться. Он потребовал от обеих сторон прекратить насилие, лично прибыл в Гуадалупе-Идальго 22 марта и триумфально вступил в Мехико 23 марта.
Ситуация сложилась исключительно выгодно для Санта-Анна. Он был разбит в Северной Мексике и едва не погиб со всей армией, но теперь ему выпал шанс стать спасителем нации и вернуть себе популярность и славу. Он отменил закон от 11 января, но ещё за день до этого правительство успело конфисковать церковной собственности на 20 миллионов долларов.
Между тем уже 15 февраля 1847 года американцы завершили подготовку к захвату Веракруса, и генерал Уинфилд Скотт отбыл с базы на реке Бразос в Тампико, где 6000 солдат были погружены на транспорты. Оттуда 20 февраля Скотт отправился к острову Лобос, куда прибыл на следующий день. 22 февраля, в день сражения при Буэна-Висты, был торжественно отмечен день рождения Джорджа Вашингтона, а 25 февраля удалось высадить солдат и матросов на остров. 3 марта армия и флот были окончательно готовы, и Скотт отправился к Веракрусу. Началась Мексиканская кампания Скотта, которая отвлекла внимание Санта-Анна от событий на севере.

### Оценки
Успешное наступление Тейлора и падение Монтеррея дало американскому правительству надежду на заключение выгодного мира, но эти надежды не оправдались. Кампания Тейлора была успешной в военном плане, но не дала никаких политических результатов, и это заставило администрацию Полка согласиться на наступление через Веракрус, которое в итоге и привело к концу войны. Когда планировалось наступление через Веракрус, то Тейлор был очевидным кандидатом в командиры экспедиции (после Паттерсона), но в администрации Полка пришли к мнению, что он недостаточно профессионален и не подходит по личным качествам. Тейлор проявил себя как харизматичный лидер и отличный боец, но не продемонстрировал никаких талантов полководца. Он не доверял президентской администрации, не делился планами и замыслами, решительно протестовал против решения приостановить кампанию в северной Мексике. Джастин Смит писал, что Тейлор растерял всё своё прежнее добродушие и здравомыслие, стал недоверчивым и подозрительным. В итоге командовать наступлением на Мехико через Веракрус был назначен Уинфилд Скотт.

### Кампания в истории фотографии
В 1840-х годах в Америке стали появляться первые дагерротипы (фотографии) и первые фотоателье. Во время кампании Тейлора при армии впервые появились фотографы, тогда ещё неофициальные, которые сделали первые в истории снимки армии в боевых условиях. Это были фотографии солдат и офицеров в Салтильо и, в частности, фотография генерала Вула со штабом. Фотография Вула некоторыми признаётся первой военной фотографией в истории. В частных письмах военных сохранилось множество упоминаний о портретной фотографии в Салтильо в 1847 году. 25 июля 1847 года капитан Кентон Харпер писал жене, что сделал три своих портрета (Likeness). В тот же день майор Джон Рейнольдс написал жене, что сделал в Салтильо свой «дагерротип».  
| Военные дагерротипы 1847 года                                                                                     |
| --- |
| - Генерал Вул в Салтильо - Американские добровольцы в Салтильо - Батальон Вебстера в Салтильо - Могила Генри Клея |